# Baureihe ET 30
Baureihe ET 30 – elektryczny zespół trakcyjny wyprodukowany w 1956 roku dla kolei zachodnioniemieckich. Wyprodukowane zostały 24 zespoły trakcyjne. Zostały wyprodukowane do podmiejskich pociągów pasażerskich na zelektryfikowanych liniach kolejowych. Pierwszy zespół wyprodukowano w marcu 1956 roku. Ostatni został wyprodukowany w kwietniu. Zespoły trakcyjne pomalowano na kolor czerwony. Jednostki eksploatowano na liniach kolejowych w Nadrenii. Jedna jednostka została zachowana jako eksponat zabytkowy.